# Histoire des îles mineures éloignées des États-Unis
Cet article regroupe l'histoire générale et locale des îles mineures éloignées des États-Unis. Cette appellation regroupe 10 îles ou atolls dont neuf sont situés dans l'océan Pacifique et un dans les Caraïbes.

## Histoire générale
Ces îles et atolls sont inhabités lorsqu'ils sont progressivement occupés par les États-Unis entre 1859 et 1899 puis annexés dans la deuxième moitié du XIXe siècle avec le Guano Islands Act dans le but d'y exploiter le guano.
Aujourd'hui, ces îles et atolls constituent des territoires non organisés, c'est-à-dire sans gouvernement local, et, à l'exception de l'atoll Palmyra, des territoires non incorporés, c'est-à-dire que la constitution des États-Unis n'y est pas forcément appliquée en totalité. Aucune ne dépasse 8 km2 de superficie. Les 316 habitants de ces îles, tous militaires ou scientifiques, sont situés sur l'atoll Johnston à l'exception d'un habitant sur Wake.
Cet ensemble, notamment les îles dans l'océan Pacifique, garde son importance stratégique et économique du fait des grandes Zones économiques exclusives qui environnent chaque territoire. Par conséquent, certaines de ces terres sont contestées aux États-Unis : c'est le cas pour l'île de la Navasse revendiquée par Haïti et pour Wake réclamée par les îles Marshall.

## Histoire locale

### Île Baker
Située au nord-ouest des îles Phœnix et à l'est des îles Gilbert, l'île Baker a été découverte en 1832 d'après le capitaine Michael Baker. Néanmoins l'île aura été vue pour la première fois en 1818 puis revue en 1825 par des baleiniers. L'Histoire retient le nom du Capitaine Baker car c'est lui qui revendique l'île pour les États-Unis en vertu du Guano Islands Act. L'annexion prend effet seulement le 14 août 1839 puis est réaffirmée le 16 août 1857 en vertu du Guano Islands Act de 1856. Cependant, l'île a fait l'objet d'une nouvelle annexion par le Royaume-Uni entre 1886 et 1934 avant qu'elle ne repasse sous contrôle américain en devenant un territoire non incorporé.
Sa colonisation commence le 3 avril 1935 pour l'exploitation du guano mais elle est évacuée le 7 février 1942 en raison de la participation des États-Unis à la Seconde Guerre mondiale. Les militaires remplacent les civils à partir du 1er septembre 1943 lorsque l'île devient la base navale et aérienne Baker, en anglais Baker Naval Air Station. Une piste d'aviation de 1 665 mètres de longueur y est ainsi construite. Avec le départ des forces armées américaines en mai 1944, l'île redevient inhabitée.
Aujourd'hui, c'est un refuge faunique national créé le 27 juin 1974 et renforcé sur le plan légal le 6 janvier 2009 lorsqu'est créé le Pacific Remote Islands Marine National Monument,.

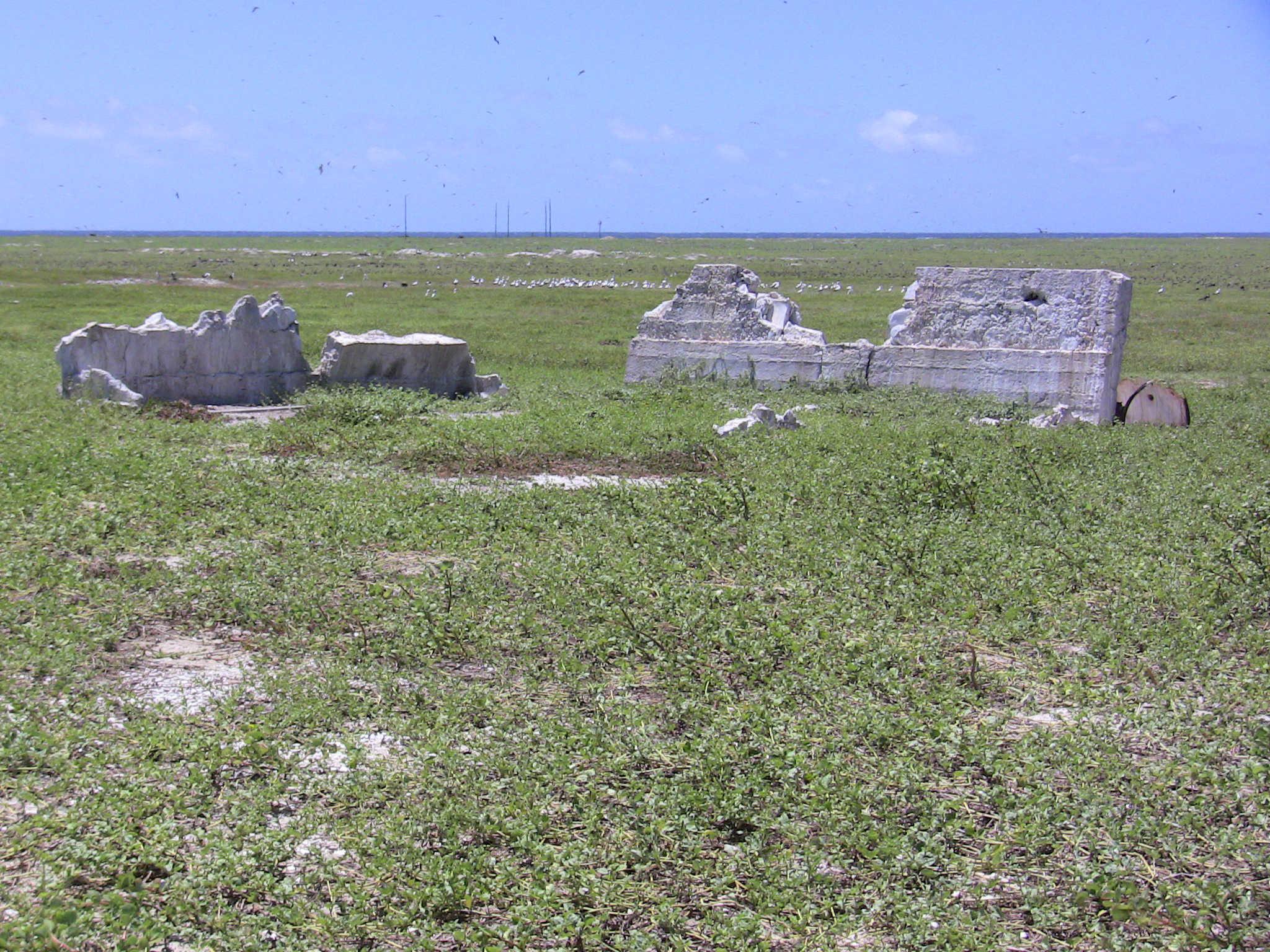
Vue des ruines du campement avec les antennes radio en arrière-plan

### Île Howland
Située au nord-ouest des îles Phœnix et à l'est des îles Gilbert, l'île Howland est inhabitée lors de prise de possession par les États-Unis à travers le capitaine George B. Worth en 1822. Néanmoins de rares vestiges attestent d'une première occupation humaine, vraisemblablement polynésienne ,. Cette occupation originelle est datée des environs de l'an mil. L'île reçoit son nom actuel en 1842 . Ces deux redécouvertes sont le fait de baleiniers américains qui croisaient en nombre dans le Pacifique pendant toute la seconde moitié du XIXe siècle. Les États-Unis affirment leur souveraineté sur l'île le 6 février 1857 en vertu du Guano Islands Act de 1856. Ils réaffirment leur souveraineté sur l'île en 1935 en en faisant un territoire non incorporé après que le Royaume-Uni ne la revendique à partir de 1886. Jusque vers 1890, le guano y est exploité par les Britanniques et les Américains.
La colonisation par implantation humaine ne prend effet qu'en 1935 et voit l'arrivée de cadets d'une école militaire hawaïenne qui construisent une base (Itascatown, d'après le navire Itasca) et des installations aériennes fort utiles lors de Seconde Guerre mondiale. Ces cadets essuieront d'ailleurs une attaque japonaise le 8 décembre 1941. Certains colons sont évacués (1942) et l'US Marine réaffirme sa puissance dans les lieux en 1943.
L'île est abandonnée l'année suivante et ne reçoit plus d'humains. Elle devient zone classée le 27 juin 1974 en tant que refuge faunique national. Sa protection est renforcée le 6 janvier 2009 lorsqu'est créé le Pacific Remote Islands Marine National Monument,.

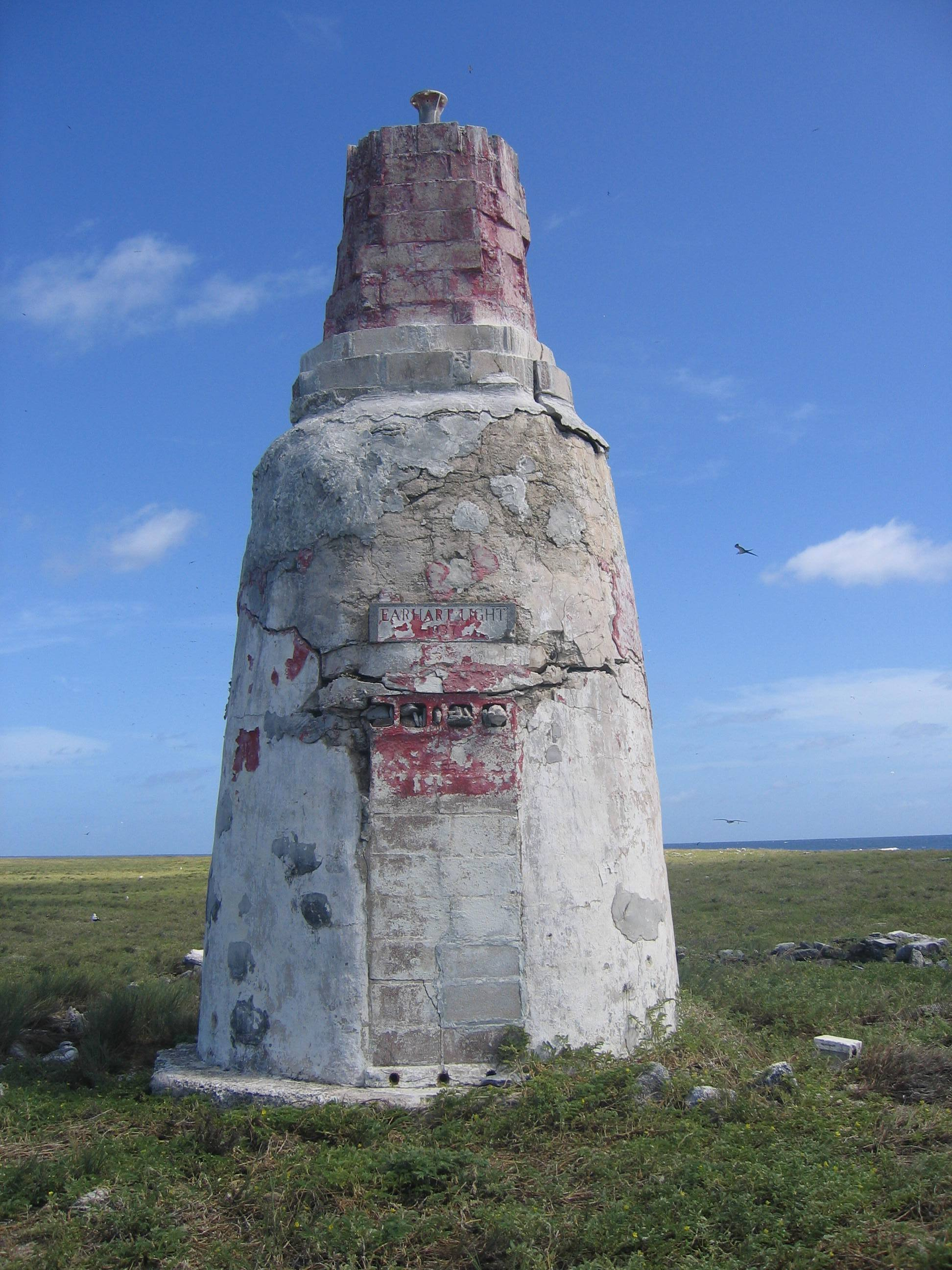
Phare d'Earhart réparé à la suite de la Seconde Guerre mondiale.
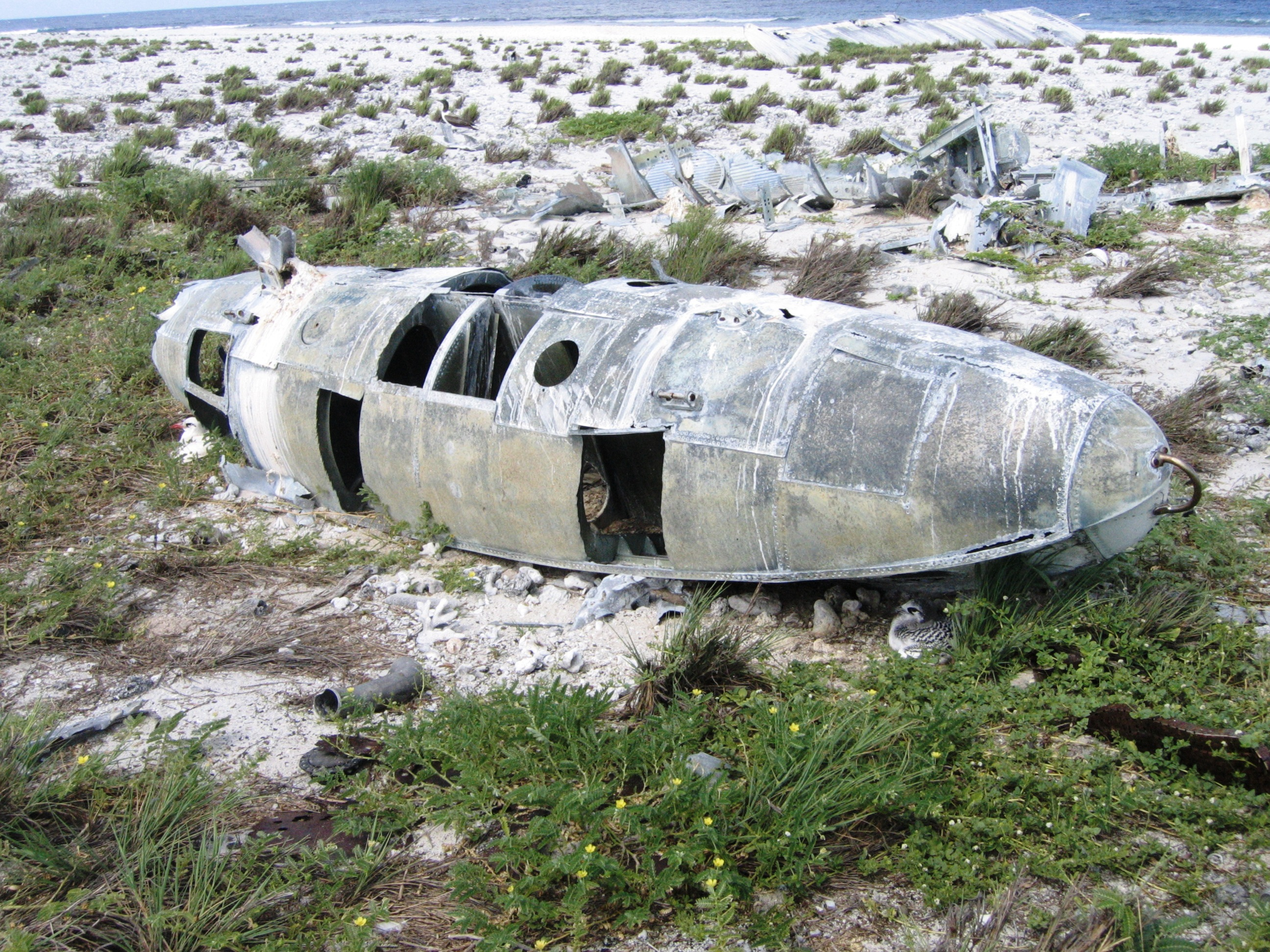
Épave d'avion.
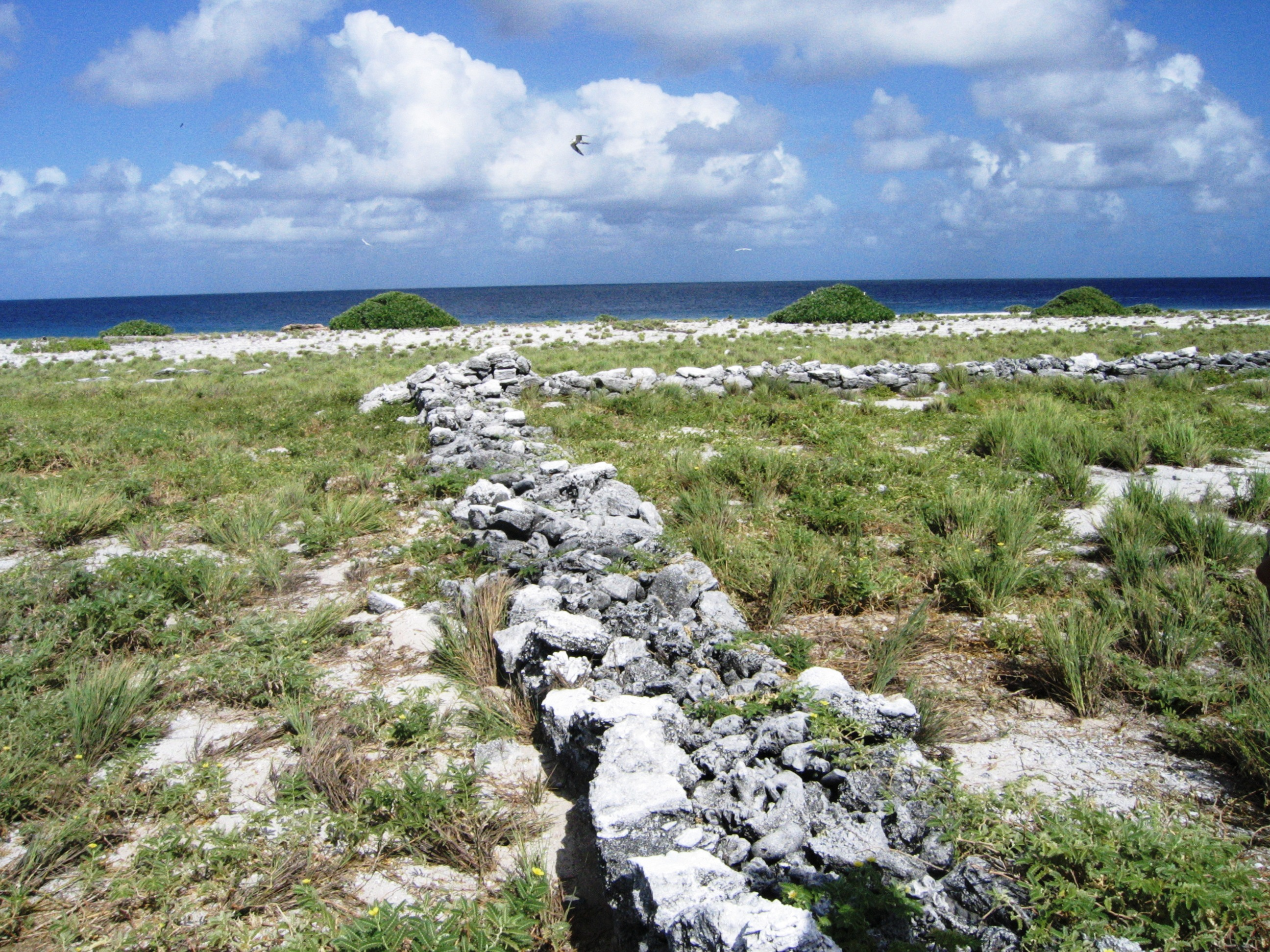
Vestiges d'Itascatown.

### Île Jarvis
Située dans le sud-ouest des îles de la Ligne, l'île est aperçue pour la première fois le 21 août 1821 par le navire britannique Eliza Francis détenu par Edward, Thomas et William Jarvis (qui ont donné leur nom à l'île) et dirigé par le capitaine Brown. En mars 1857, l’île inhabitée est revendiquée par les États-Unis en vertu du Guano Islands Act et annexée formellement le 27 février 1858. Les premières constructions bâties sur l'île datent de 1835 et servent à l'extraction puis l'export du guano. Pendant 21 ans ce commerce fait la fortune des possesseurs des mines. Toutefois en 1879 l'île est abandonnée brutalement laissant tout sur place y compris 8 000 tonnes de guano, très vite convoités mais laissés sous la garde de Squire Flockton qui est laissé seul sur l’île comme gardien durant plusieurs mois avant qu’il ne se suicide en 1883. En 1889, le Royaume-Uni annexe l’île sans y installer de présence permanente. Le 30 août 1913, le trois-mâts goélette Amaranth transportant  un chargement de charbon depuis Newcastle en Nouvelle-Galles du Sud vers San Francisco s’échoue sur la rive sud de l’île Jarvis. L’équipage parvient à quitter l’île à bord de deux canots de sauvetage (atteignant Pago Pago dans les Samoa américaines pour les uns et l’autre Apia dans les Samoa occidentales pour les autres). Les restes du navire sont encore présents sur la rive sud à la fin des années 1930. L’île Jarvis est de nouveau revendiquée par les États-Unis et colonisée à partir du 26 mars 1935. Cette colonisation est conduite par le Baker, Howland and Jarvis Colonization Scheme. Le président Franklin Roosevelt confie l’administration de l’île au département de l’Intérieur des États-Unis le 13 mai 1936. La colonie est d’abord constituée d’un groupe de larges tentes situées près de la balise maritime. Cet établissement est baptisé Millersville. Il s’agrandit avec la construction d’un groupe de baraquements à partir des restes de l’épave de l’Amaranth. Les tentes laissent place aux maisons de bois puis de pierre équipées du confort moderne (radio et climatisation). Une station météo ainsi qu'un piste d'atterrissage sont aménagées. Au début de la Seconde Guerre mondiale, un sous-marin japonais profitant d'un malentendu attente aux jours des colons, en vain. Ces derniers seront toutefois évacués en 1942. Par sécurité, les bâtiments seront détruits par les colons. Les Japonais posent le pied sur l'île et détruisent la piste d'atterrissage. Au sortir de la guerre, l'île demeure inoccupée mais recevra la visite de scientifiques de juillet 1957 à novembre 1958. Ces derniers seront les témoins d'une tempête qui dévastera tous les vestiges de l'occupation humaine. À nouveau abandonnée, l’île Jarvis est déclarée  réserve naturelle (Jarvis Island National Wildlife Refuge) depuis le 27 juin 1974 et fait partie du Pacific Remote Islands Marine National Monument depuis le 6 janvier 2009.

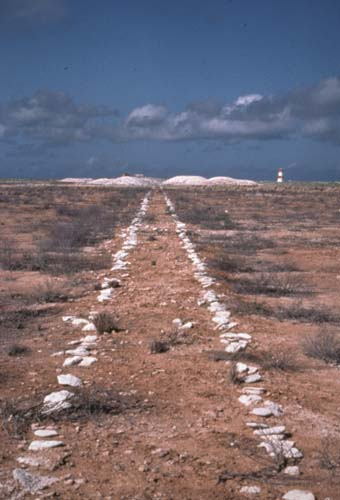
Vestige du tramway pour le guano
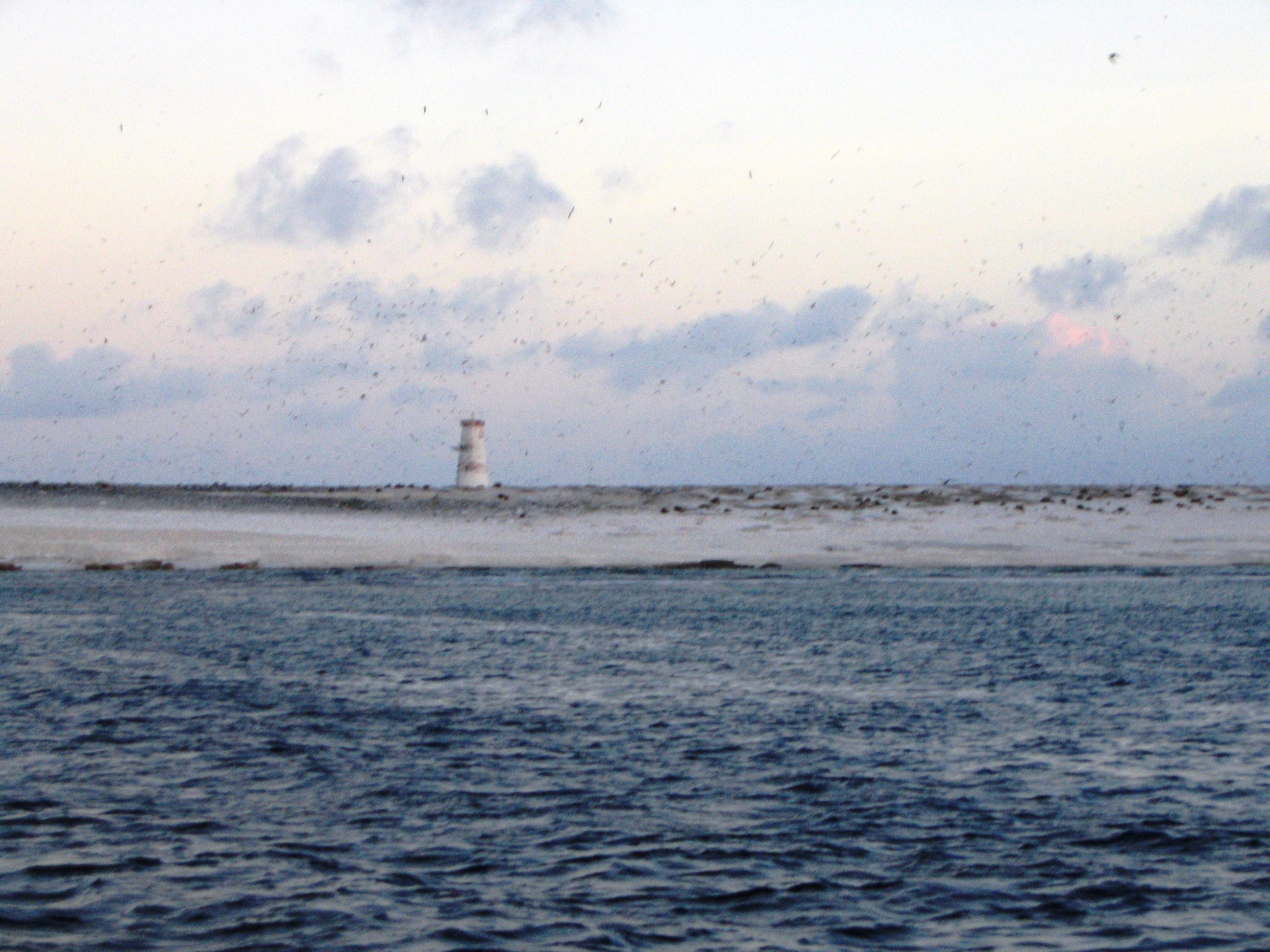
Vue de Jarvis en octobre 2003 (côte Ouest)

### Atoll Johnston
Situé au sud-ouest de l'archipel d'Hawaï, l'atoll a été vu pour la première fois en 1796 par un brick américain. Cependant, l'entrée de l'atoll Johnston dans l'Histoire se fait le 14 décembre 1807 avec sa découverte officielle par le capitaine britannique Charles J. Johnston. D'abord disputée à partir de 1858, entre les États-Unis et le royaume d'Hawaï du fait de l'application des premiers du Guano Islands Act, l'île passe définitivement sous souveraineté américaine dans le courant de l'année 1858 par l'envoi de différentes missions militaires ayant pour but d'assurer les revendications des Américains (de plus l'annexion du royaume hawaïen en 1893 aux États-Unis fera taire toute revendication future). L'exploitation du guano se termine à partir de 1880 car les filons s'épuisent, l'île devient alors une réserve naturelle (création en 1923 confirmée en 1926). Cette période est interrompue à partir de 1934 car l'US Navy y installe une station radio (les militaires auront la responsabilité de l'île jusqu'en 1999, date de la démilitarisation). Puis la responsabilité de l'île passe de l'US Marine à l'US Air Force en 1948. Épargnée par la Seconde Guerre mondiale, Johnston deviendra néanmoins un site militaire d'essais d'armes : nucléaires de 1958 à 1963 (avec des incidents) ; biologiques en 1965 ; spatiales de 1962 à 1975 (bouclier anti-missile). Puis Johnston sert de lieu de stockage d'armes chimiques et bactériologiques (dont l'Agent Orange) de 1971 à 2001. La démilitarisation est actée en 1999, l'usine de destruction d'armes est fermée puis démontée en 2003. À cette même date les 300 militaires présents quittent l'île qui retourne à son silence initial. L'île est décontaminée et devient une zone classée du Pacific Remote Islands Marine National Monument depuis le 6 janvier 2009.

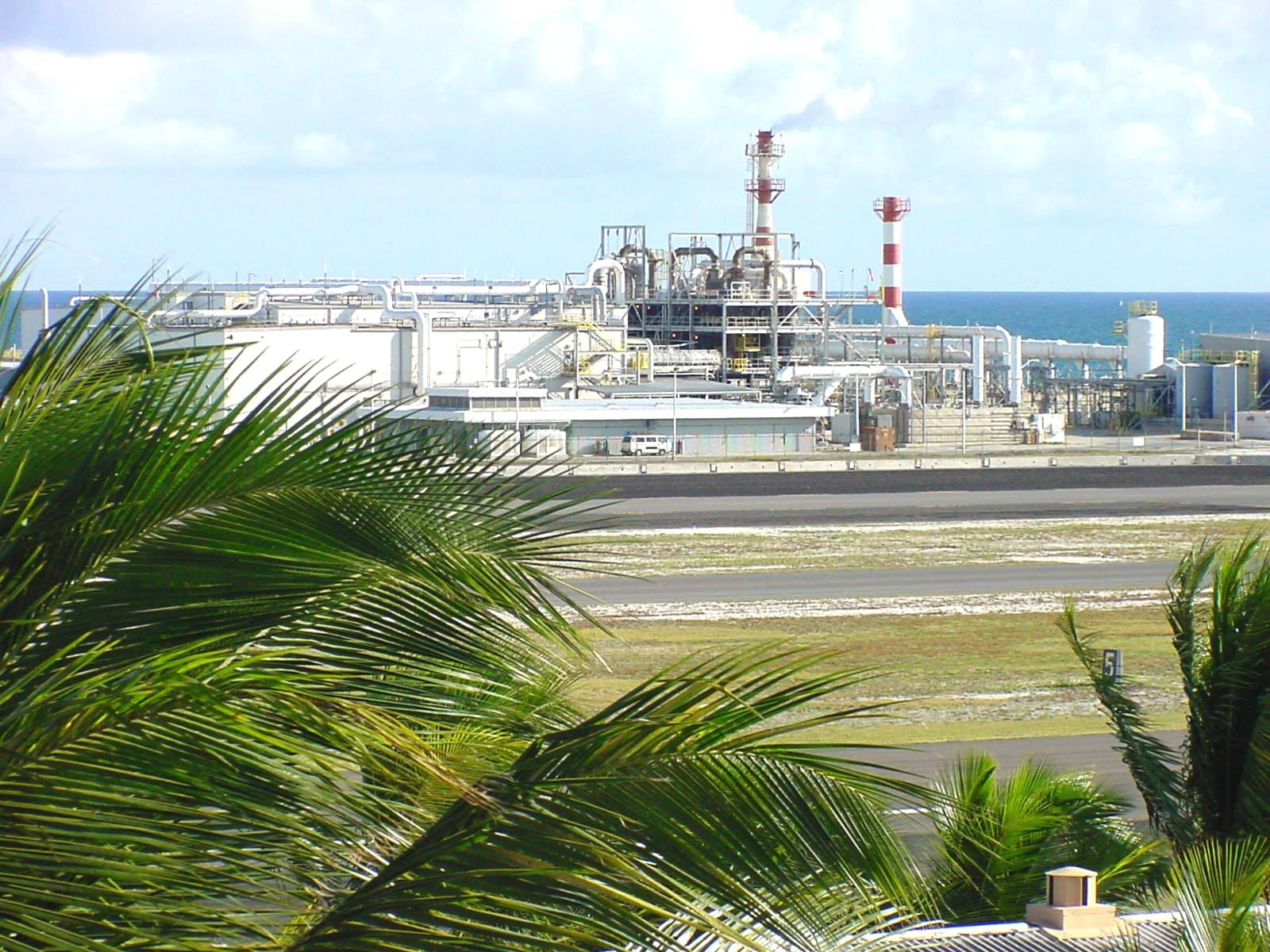
L'installation JACADS en 2002 avant le démontage
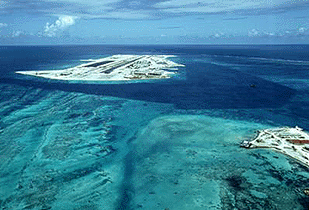
Vue aérienne oblique de l'atoll, depuis le nord-est.

### Récif Kingman
Situé dans le nord-ouest des îles de la Ligne a été vu pour la première fois par le capitaine Edmund Fanning le 14 juin 1798, toutefois l'île tire ton nom du capitaine W.E. Kingman qui décrit le récif le 29 novembre 1853. Revendiqué par les États-Unis en 1860, leur souveraineté n'est établie qu'en 1922 par Lorrin Thurston qui en déclare la prise de possession le 10 mai. La responsabilité du récif échoue à l'US Navy en 1934. C'est la Pan Am qui va faire de l'endroit un lieu vivant : la compagnie aérienne souhaite rallonger ses vols pour desservir l'Australie et la Nouvelle-Zélande, aussi en 1935 décision est prise de faire du récif une escale. Ainsi de 1937 à 1938 les vols depuis et vers Pago Pago font escale au récif Kigman où un navire est affrété spécialement pour assurer le ravitaillement en carburant, vivre et hébergement aux passagers. L'année 1938 est celle de l'arrêt de ces vols à la suite d'un accident aérien. Sans intérêt ni pour l'aviation (dont les routes aériennes sont retracées vers des lieux plus accueillants) ni pour la Marine américaine, la gestion du récif retourne au monde civil en 2001. À cette date l'endroit est déclaré réserve naturelle ce que confirme le 6 janvier 2009, le président des États-Unis George Walker Bush en incluant le récif au Pacific Remote Islands Marine National Monument.

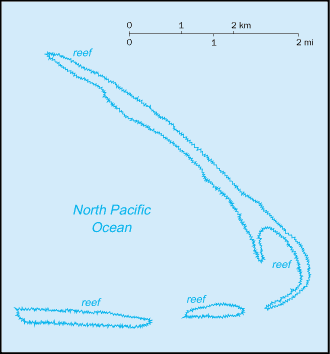
Carte du récif
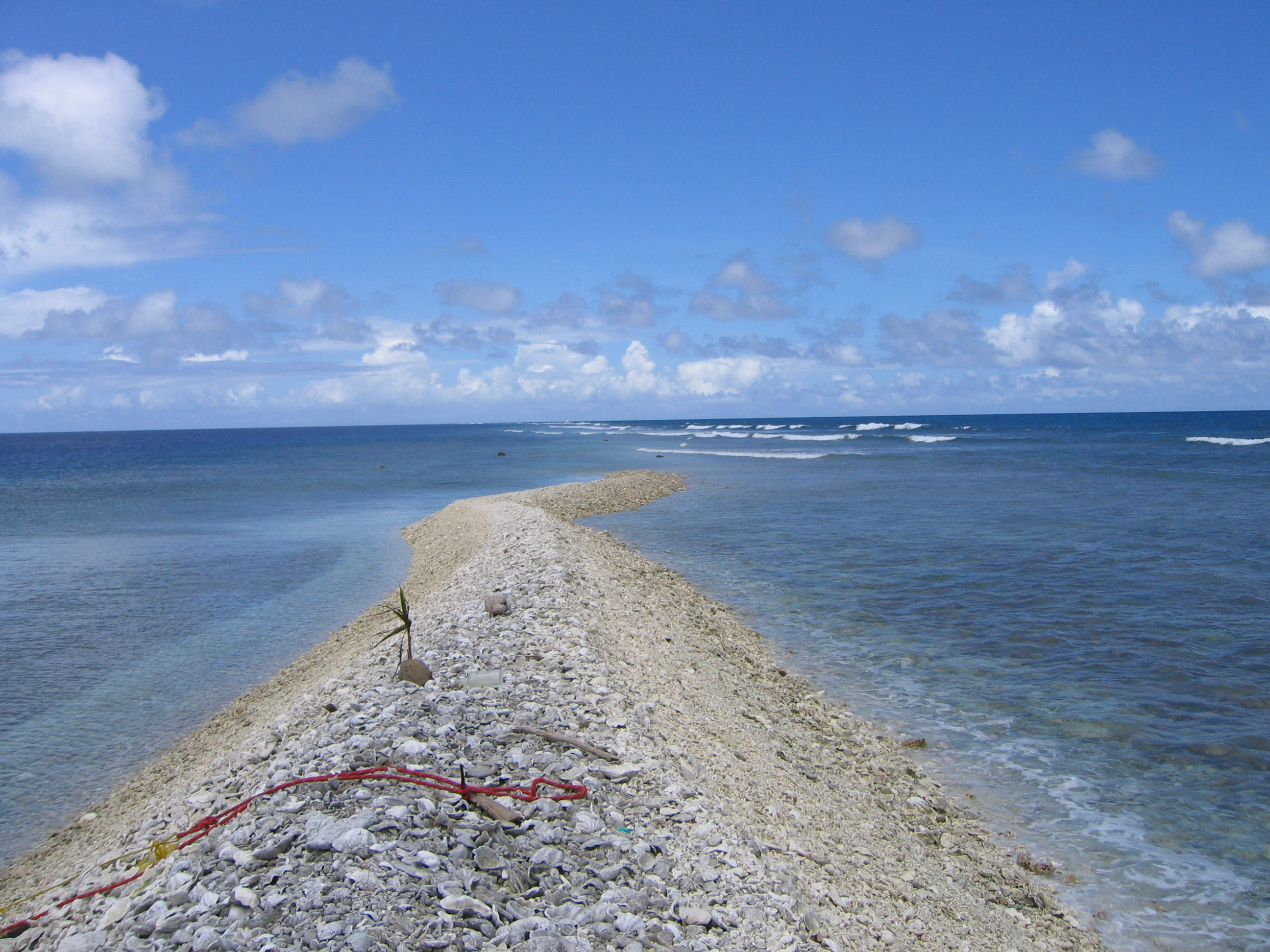
Récif Kingman en octobre 2003

### Îles Midway
Situées à l'extrémité sud-ouest de l'archipel d'Hawaï, elles furent découvertes le 5 juillet 1859 par le capitaine N.C. Middlebrooks, plus connu sous le nom de capitaine Brooks, commandant du phoquier Gambia. Les îles furent nommées d'après lui les « Middlebrook Islands » ou les « Brook Islands ». Brooks déclara Midway américaine au nom du Guano Islands Act. Le 28 août 1867, le capitaine William Reynolds de l'USS Lackawanna prit formellement possession de l'atoll pour les États-Unis, le nom changea en « Midway » (mi-chemin) peu de temps après. L'atoll devient la première île du Pacifique annexées par le gouvernement américain, comme territoire non incorporé des îles Midway et administré par l'US Navy. Les îles Midway sont le seul atoll de tout l'archipel d'Hawaii qui ne fasse pas partie de l'État américain d'Hawaii. La première tentative d'« installation » fut faite en 1871 quand la Pacific Mail Steamship Company lança un projet pour percer un canal à travers la barrière du lagon, utilisant de l'argent débloqué par le Congrès américain. Le but était d'établir une station d'approvisionnement de charbon au milieu de l'océan évitant les taxes élevées imposées dans les ports contrôlés par les Hawaiiens. Le projet fut rapidement un échec et l'USS Saginaw évacua les derniers ouvriers en octobre 1871.
En 1903, des ouvriers de la Commercial Pacific Cable Company s'installèrent sur l'atoll dans le but de tirer un câble télégraphique trans-Pacifique. Ces ouvriers introduisirent beaucoup d'espèces exogènes sur l'île dont des canaris, des cycas, des pins de l'île Norfolk, des casuarinas, des cocotiers et de divers arbres à feuilles caduques, ainsi que des fourmis, cafards, termites, mille-pattes, et d'innombrables autres insectes. Cette année-là, le président Theodore Roosevelt plaça l'atoll sous le contrôle de l'US Navy, qui le 20 janvier 1903 ouvrit une station de radio en réponse aux plaintes des travailleurs de la compagnie de câbles qui se plaignaient de squatters et braconniers japonais. Entre 1904 et 1908, Roosevelt stationna 21 Marines sur l'île pour arrêter la destruction des oiseaux et maintenir la sécurité des îles Midway comme possession américaine et protéger la station du câble. En 1935, ce fut le début du China Clipper et des hydravions opérés par la Pan American Airlines. Ils volaient d'île en île, de San Francisco jusqu'en Chine, fournissant le plus rapide et le plus luxueux moyen de transport vers l'Orient et amenant donc des touristes sur les îles Midway jusqu'en 1941. Seuls les plus fortunés pouvaient s'offrir un voyage sur un Clipper, qui dans les années 1930 coutait trois fois le salaire annuel moyen d'un Américain. En route entre Honolulu et Wake, les hydravions atterrissaient sur l'atoll puis ils étaient tirés vers le lagon et amarrés à un flotteur. Les touristes étaient alors transférés dans un petit bateau à moteur vers un quai où les attendaient des petits wagons en bois qui les amenaient à l'hôtel Pan Am ou « Gooneyville Lodge », nommé d'après le « Gooney » (albatros) omniprésent sur l'atoll.
Cette vie luxueuse prend fin le matin du 7 décembre 1941 : Midway est attaquée quelques heures avant Pearl Harbour ; l'île perd 4 de ses habitants et se voit être une cible régulière des attaques japonaises, notamment lors du 5 juin 1942, date à laquelle se déroule la fameuse bataille de Midway dont l'issue est décisive pour la guerre du Pacifique et plus largement pour la Seconde Guerre mondiale. Les îles deviennent par la force des choses une base militaire marine de 1942 à 1945. La guerre de Corée redonne aux îles leur dimension martiale : les installations sont rouvertes et serviront jusqu'au 10 septembre 1993. Les bases de Midway seront un important lieu de transit pour les troupes et le matériel militaire (entre autres pendant la guerre du Vietnam). À partir de 1978, l'US Navy organise la transition de gestion des îles : rétrogradation de son statut, déplacement de personnel, inscription au Registre national des lieux historiques en tant que National Historic Landmark des lieux et installations liés aux opérations militaires de la Seconde Guerre mondiale. La dernière base est fermée au 10 septembre 1993, l'île est décontaminée et devient un refuge écologique sous l’impulsion du président George W. Bush. Cette situation n'est qu'une évolution normale : Midway ayant d'abord été reconnue réserve aviaire en 1988 ; le président George W. Bush le 15 juin 2006 fait entrer la réserve dans le  Papahānaumokuākea Marine National Monument

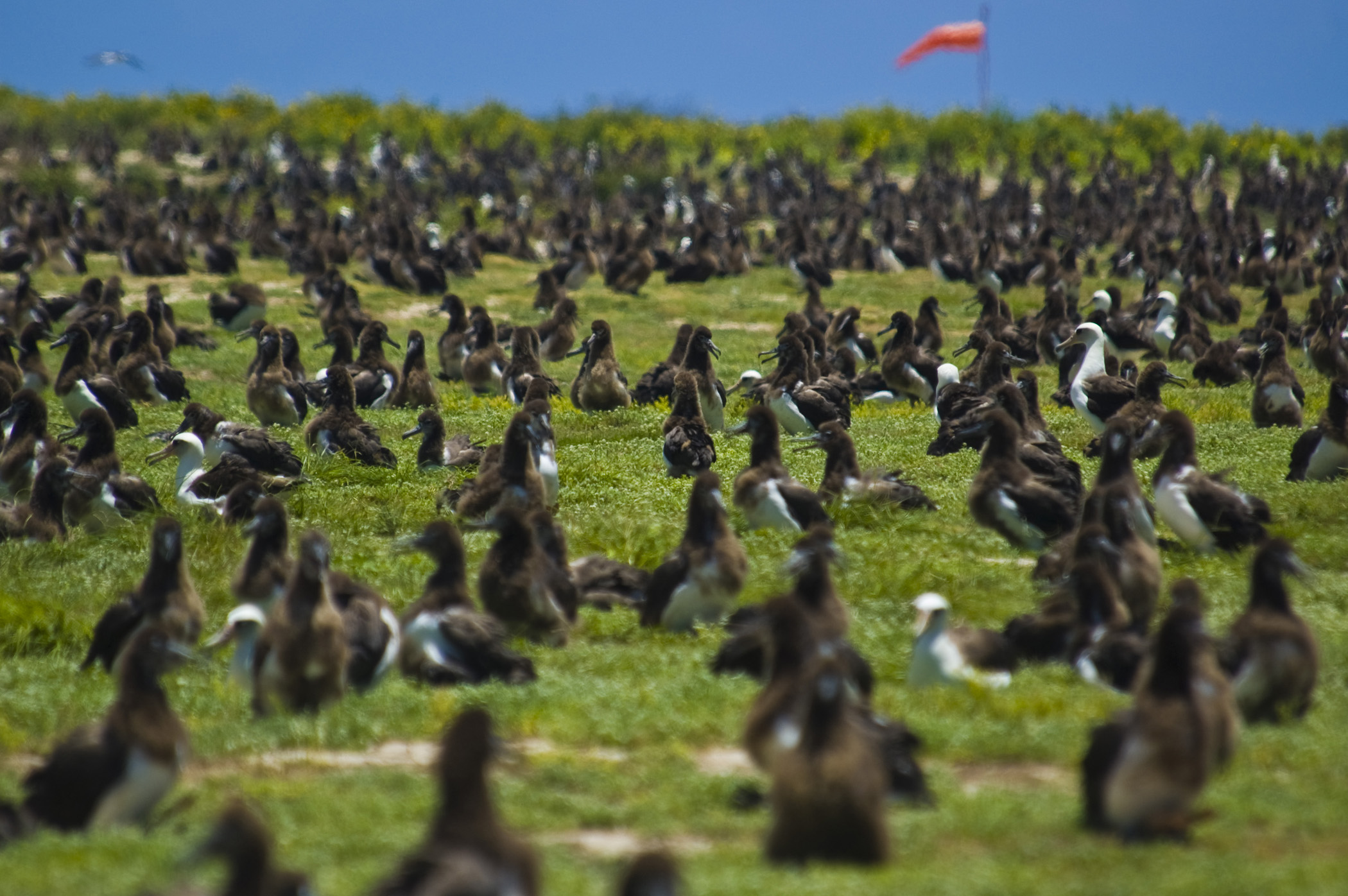
Nichée massive d'albatros
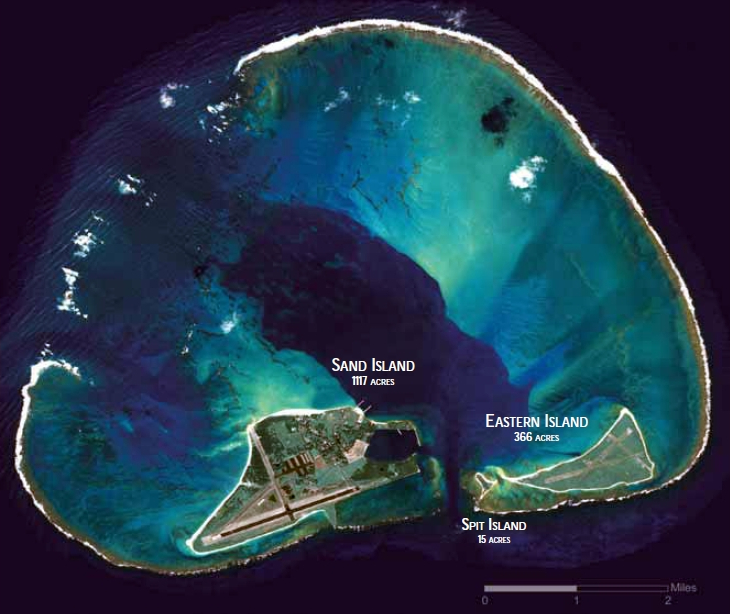
Vue aérienne de Midway

### Île de la Navasse
Située entre la Jamaïque et Haïti elle fut découverte par des membres de l'équipage de Christophe Colomb en 1504. Elle retombe dans l'oubli pour les 350 années qui suivant : ce n'est donc qu'en 1801 que l'île de la Navasse entre à nouveau dans l'Histoire. À cette date la jeune république haïtienne réclame la souveraineté de l'île. Cette réclamation reste tacite mais non effective permettant une revendication américaine en 1857 qui, elle, devient effective en 1858 par une prise de possession de jure à la suite d'actions législatives de la Cour Suprême. Cet imbroglio juridique perdure car la Navasse demeure contestée par Haïti. Entre 1865 et 1898 le guano est exploité. La guerre hispano-américaine force à l'évacuation de l'île et la banqueroute de la société exploitante en 1901 provoque l'abandon de l'île. C'est l'ouverture du canal de Panama qui redonne de l'importance à l'île. Y est bâti un phare en 1917 et United States Lighthouse Service l'automatise le phare en 1929. L'île est une dépendance de la base de l'US Navy de Guantamno. L'île est visitée par une mission scientifique de Harvard en 1930. L'île demeure gérée administrativement par les United States Coast Guard jusqu'en 1996, date à laquelle l'île passe sous la juridiction (et le gestion) du département de l'Intérieur. En 1998 une expédition scientifique reconnaît l'intérêt majeur de l'île quant à la biodiversité caraïbe. Aussi les années qui suivent ont vu l'établissement d'une réserve naturelle Navassa Island National Wildlife Refuge.
L'île est aussi liée à une fausse principauté, la Principauté de la Navasse, État fantôme qui permettrait à un ancien diplomate italien d'échapper à la justice.

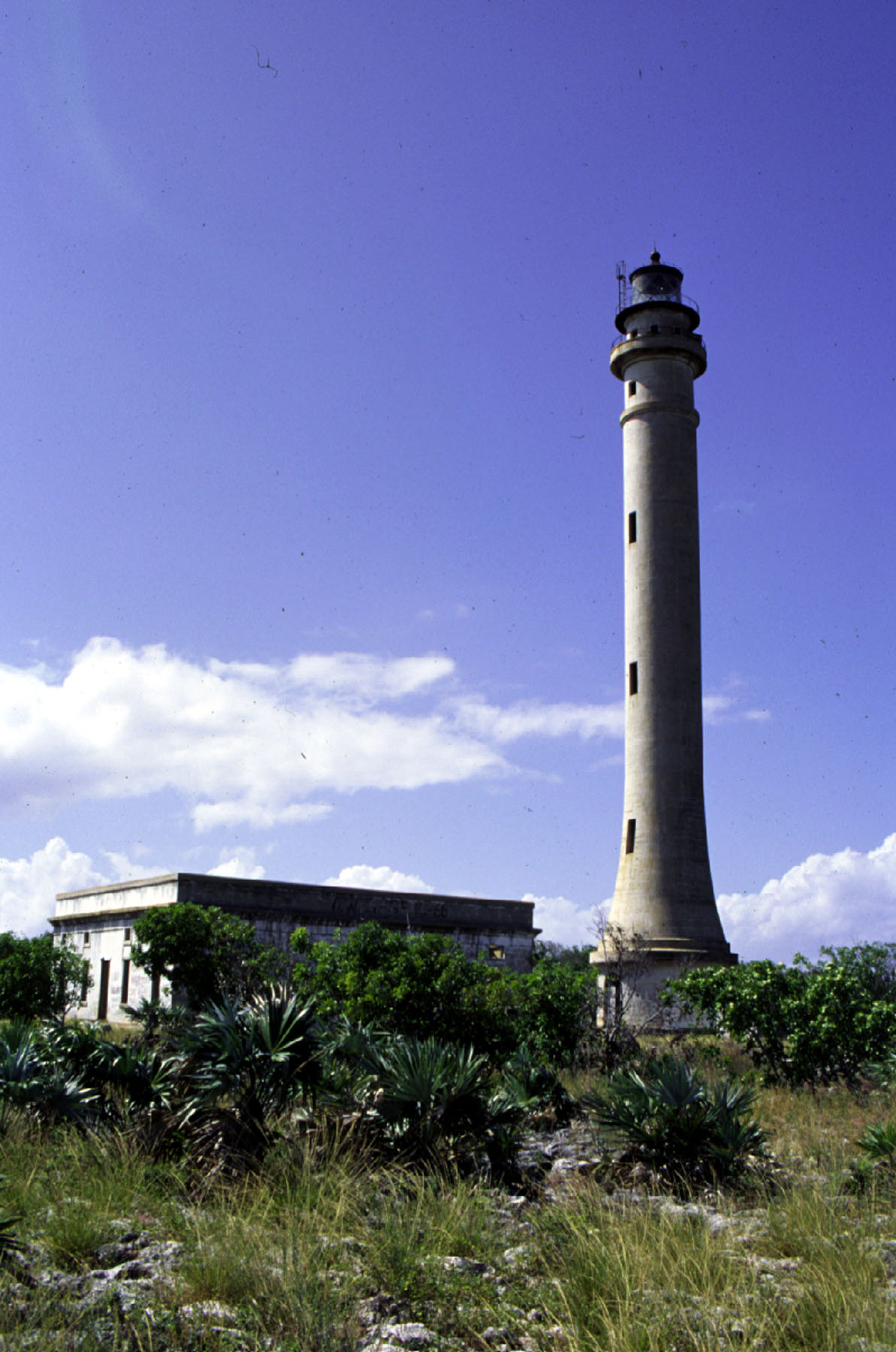
Le phare de la Navasse avec, au premier plan, les quartiers du gardien.
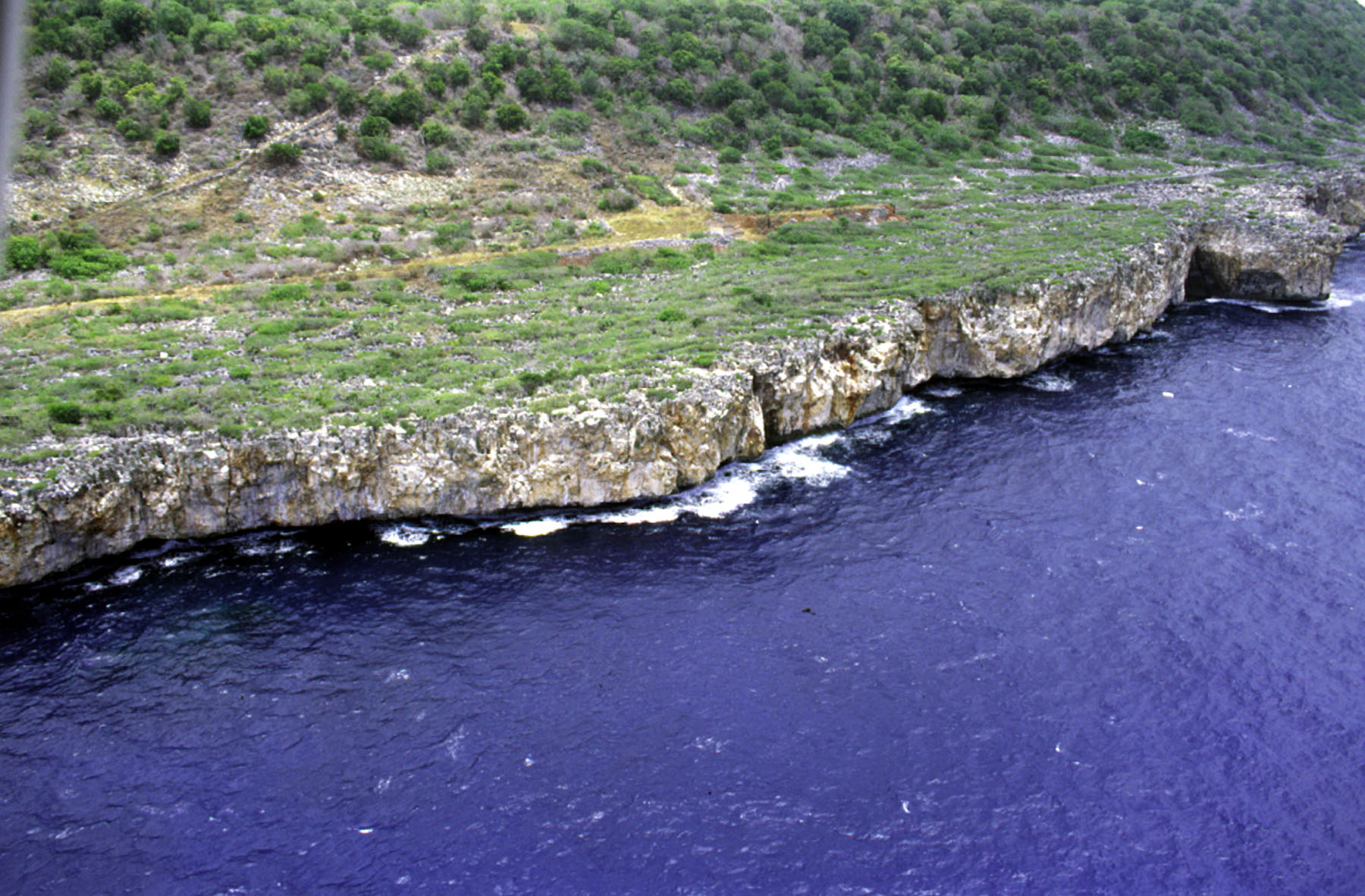
Photo montrant la côte abrupte entourant l'île.

### Atoll Palmyra
Situé dans le nord-ouest des îles de la Ligne, l'atoll Palmyra tire son nom de l'USS Palmyra (commandé par le capitaine Sawle) qui s'échoue sur l'atoll en 1802 ; cependant, s'il est le premier Occidental à fouler l'atoll, il n'est pas son découvreur. L'atoll ayant été précédemment aperçu par le capitaine Edmund Fanning en 1798 ; toutefois, d'après l'archéologue Kenneth Emory, l'îlot semble avoir été visité par les Polynésiens du fait de la grande présence de cocotiers. Les Américains à travers le Dr Gerrit P. Judd revendique l'île. Ce dernier s'appuie sur le Guano Islands Act mais aucune trace de guano n'est découvert. Aussi cela ne déclenche aucune récrimination lorsque le roi de Hawaï Kamehameha IV annexe l'île à son royaume le 15 avril 1862. Le souverain charge le capitaine Zenas Bent et Johnson Beswick Wilkinson, deux citoyens d'Hawaï, de conduire la mission d'annexion. Suivront de nombreux rebondissements juridiques quant à la gestion privée de l'atoll. En 1889, le Britannique Nichols qui dirige le HMS Cormorant proclame la souveraineté britannique sur l'atoll, ignorant la précédente annexion par le royaume d'Hawaï. Ce dernier devenant État des États-Unis, l'atoll devient donc territoire américain en 1898. Pour faire taire les revendications britanniques un second acte d'annexion est voté par le Congrès. L'ouverture imminente du canal de Panama pousse les Américains à envoyer un navire militaire sur zone afin de contrer les Britanniques qui viennent d’ouvrir une station télégraphique sur l'île Fanning, proche de l'atoll. En 1912, la propriété de l'île échoue à Henry E. Cooper, juge et homme politique hawaiien, à la suite d'une action en justice. Il vend l'île en 1922 à Leslie et Ellen Fullard-Leo qui créent une compagnie commerciale exploitant le coprah. En 1934, l'US Navy est responsable de l'atoll. Cette dernière installe en 1941 une base navale, détruite au sortir de la Seconde Guerre mondiale. L'île passe alors sous la juridiction du département de l'Intérieur (à partir de 1959 précisément) qui permet au département de la Défense en 1962 de faire de l'atoll un site d'observation pour les essais nucléaires en haute altitude au-dessus de l'atoll Johnston. Entretemps la famille Fullard-Leo intente un procès (et le gagne) contre l’État fédéral américain pour faire jouer de ses droits de propriété sur l'île. En 2000, The Nature Conservancy achète les droits de propriété de famille Fullard-Leo. L'atoll a été reconnu comme refuge faunique national en 2001. La superficie de cette dernière étant de 2 041,27 km2. Il est inclus dans le Pacific Remote Islands Marine National Monument depuis le 9 janvier 2009.

Drapeau non officiel de l'atoll.
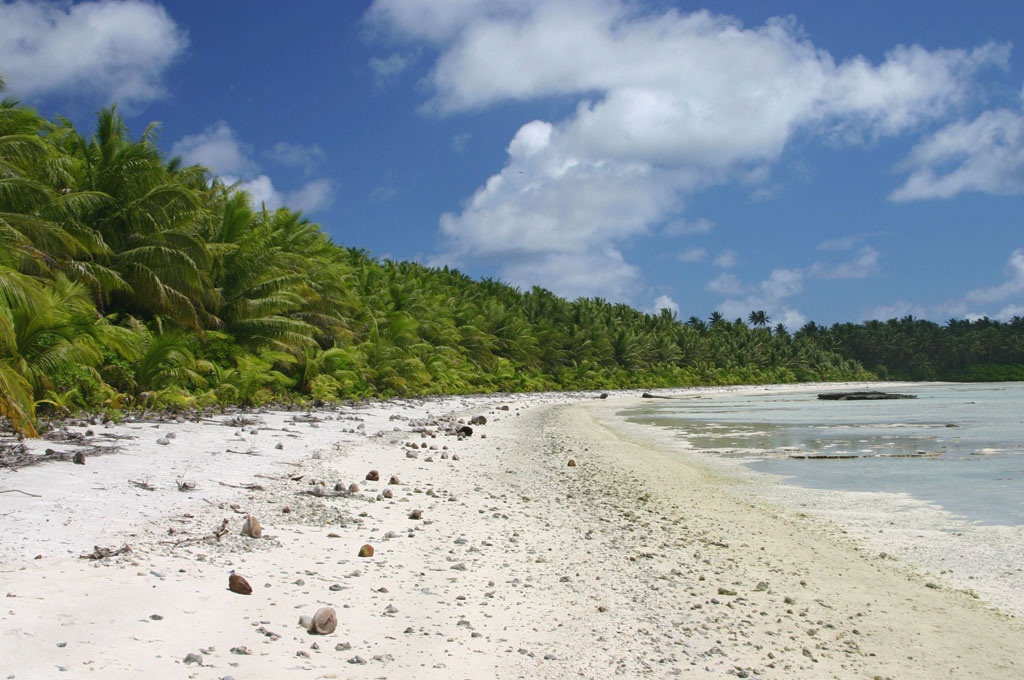
Plage nord de l'atoll.

### Wake
Situé au nord des îles Marshall, Wake est un atoll découvert par les Espagnols en 1568. Néanmoins, il semble que les populations autochtones des îles Marshall aient eu connaissance de l'existence de cet atoll. En effet, dans leurs traditions orales, ils connaissaient une île lointaine mais explorée par eux dénommée Enen-kio (ou Ānen-kio [æ̯ænʲɛ̯ɛnʲ(e͡ɤ)-ɡɯ͡ii̯ɛ͡ɔɔ̯] d'après l'orthographe marshallaise réformée). Ce nom aurait donné d'après une fleur orange d'un petit arbuste endogène à l'atoll. Toutefois l'archéologie n'a pu jusqu'à aujourd'hui établir de preuves d'une visite et/ou d'une installation d'Océaniens autochtones sur Wake.
L'atoll prend son nom en 1796 d'après le capitaine britannique Samuel Wake. Perdu au milieu de l'Océan, l'île n'a de cesse d'être découverte et redécouverte. Ses coordonnées sont incertaines jusqu'en 1823, date à laquelle le capitaine Edward Gardner fixe avec assurance la longitude et la latitude de l'atoll. En 1840, l'atoll reçoit la visite de Charles Wilkes et de son expédition éponyme. En 1866, le naufrage du trois-mâts barque Libelle de Brême avec des célébrités à son bord fait grand bruit et donne à voir cette île perdue. Un autre naufrage en 1870 fera connaître l'île. Wake est annexée par les États-Unis en 1898 : c'est le résultat de l'annexion d'Hawaï et de la perte de Guam et des Philippines par l'Espagne à la suite de la guerre hispano-américaine. L'île étant inhabitée et non réclamée, les États-Unis s'en emparent de jure le 4 juillet 1898 (même si un équipage y fait une escale forcée pour y faire flotter la bannière étoilée) et de facto le 17 janvier 1899 avec la venue, en grande pompe, du Président William McKinley. Mais du fait d'un distance légèrement supérieure sur le trajet Honolulu-Guam par rapport à Midway, c'est cette dernière qui sera choisie comme station du câble télégraphique sous-marin. Aussi la présence américaine n'est que sporadique ce que plusieurs incidents, notamment avec des marins japonais, mettent au jour. Les ressources y sont limitées, aucun port naturel ne permet un bon accostage : Wake demeure donc inhabitée et presque sans importance. Le braconnage (plumes d'oiseaux et pêche) décimeront une partie de la faune (dont le râle de Wake) dans la première moitié du XXe. En 1935, Wake reçoit la visite d'une expédition scientifique de surveillance et de repérage de la biodiversité, la Tanager Expedition. C'est la Pan Am qui va donner une certaine vitalité à Wake : en 1935, la compagnie aérienne installe un complexe d'escale pour ses vols entre la Chine et les États-Unis. C'est le temps de PAAville, surnom donné à l'établissement permanent entretenu par la Pan Am.
En 1941, l'US Navy va se déployer : elle construit une base militaire sur l'atoll, pour une garnison de 450 hommes, provenant du Premier Bataillon de la Défense Marine, auxquels s'ajoutent plus de 1 200 travailleurs civils. L'île est défendue par  six canons de 127 mm récupérés sur un croiseur mis à la ferraille, 12 canons anti-aériens M3 de 76 mm, 18 mitrailleuses M2 HB et également 30 autres canons légers.
Fortification non sans intérêt car l'île est l'enjeu d'une bataille entre les forces impériales japonaises et les forces américaines, à la fin de l'année 1941 : c'est la bataille de l'atoll de Wake. Malgré la défense, l'île passe sous le contrôle japonais et le restera jusqu'à la capitulation nippone en septembre 1945. La fin de la Seconde Guerre mondiale ne signe pas un arrêt des activités militaires. Au contraire, sa position stratégique en fera une base d'importance pendant la Guerre froide. L'aéroport de l'île demeure actif pour les vols militaires (et quelques vols commerciaux), l'île a été dotée de deux ports offshore pour les navires à fort tonnage. Wake est inclus dans le Pacific Remote Islands Marine National Monument depuis le 9 janvier 2009. À noter que l'île de Wake est revendiquée par les Îles Marshall mais aussi par un groupe aux revendications louches qui ont fondé le Royaume d'Enen Kio.

Drapeau non officiel de Wake
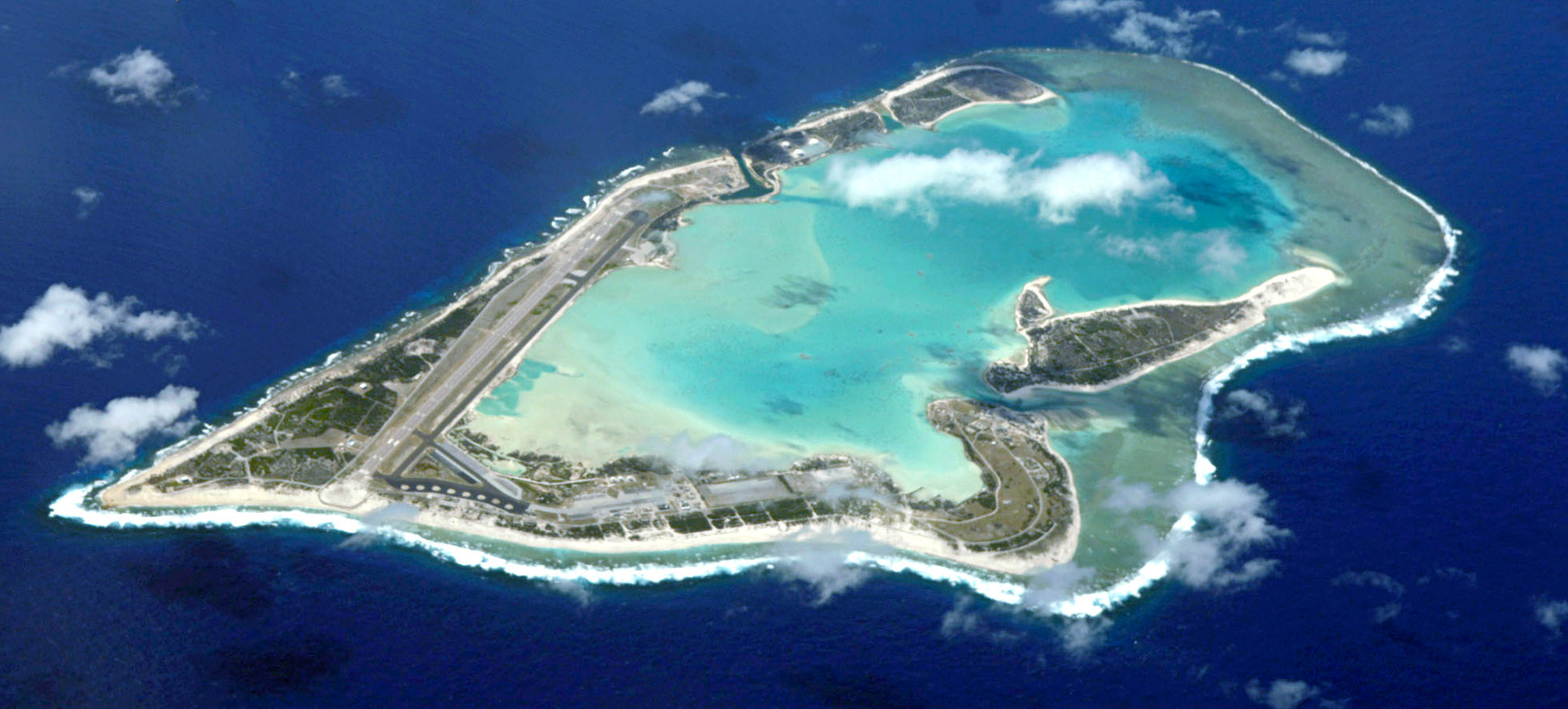
Vue aérienne de Wake